# Pam Ferris
Pour les articles homonymes, voir Ferris.
Pam Ferris est une actrice germano-britannique, née le 11 mai 1948 à Hanovre, en Allemagne.

## Biographie

### Enfance et formation
Elle est née en Allemagne le 11 mai 1948,.
En 1952, elle part vivre au Pays de Galles.
En 1962, elle part vivre en Nouvelle-Zélande à l'âge de 13 ans.

### Carrière
Elle joue le personnage de Sœur Evangelina dans Call the Midwife,.

### Vie privée
Elle est mariée à l’acteur Roger Frost,.

## Filmographie

### Cinéma
- 1986 : La Petite Boutique des horreurs (Little Shop of Horrors) de Frank Oz : la mère d'Orin's (dans la photographie)
- 1996 : Matilda : Mlle Agatha Legourdin
- 2002 : Mort à Smoochy (Death to Smoochy) : Tommy Cotter
- 2004 : Harry Potter et le Prisonnier d'Azkaban (film) (Harry Potter and the Prisoner of Azkaban) : tante Marge
- 2004 : Gladiatress : Mrs. Goatsplitter
- 2006 : Les Fils de l'homme : Miriam
- 2008 : Telstar: The Joe Meek Story : Violet Shenton
- 2016 : Ethel et Ernest, film d'animation, voix de Mrs. Bennett / tante Betty
- 2018 : Holmes & Watson de Etan Cohen : la Reine Victoria
- 2019 : Tolkien de Dome Karukoski : Mme Faulkner

### Télévision
- 1983 : Meantime (téléfilm) : Mavis
- 1985 : Star Quality (téléfilm) : Marian Blake
- 1985 : Connie (série télévisée) : Nesta
- 1987 : Hardwicke House (série télévisée) : Cynthia Crabbe
- 1987 : Lizzie's Pictures (feuilleton télévisé) : Grace
- 1989 : All Change (série télévisée) : Maggie Oldfield
- 1990 : Oranges Are Not the Only Fruit (téléfilm) : Mrs. Arkwright
- 1990 : A Sense of Guilt (téléfilm) : 'agdalen Parry
- 1992 : Mr. Wakefield's Crusade (téléfilm) : Mad Marion
- 1992 : Cluedo (série télévisée) : Mrs. White (saison 3)
- 1993 : Comedy Playhouse (téléfilm) : Matron
- 1994 : Middlemarch (feuilleton télévisé) : Mrs. Dollop
- 1994 : The Rector's Wife (téléfilm) : Eleanor Ramsay
- 1995 : Mrs. Hartley and the Growth Centre (téléfilm) : Alice Hartley
- 1996 : Mort d'un commis voyageur (téléfilm) : une femme
- 1996 : La Recluse de Wildfell Hall (téléfilm) : Mrs. Markham
- 1997 : Cows (téléfilm) : Boo Johnson
- 1997-2000 : Where the Heart Is (série télévisée) : Peggy Snow (saisons 1-4)
- 1998 : Our Mutual Friend (feuilleton télévisé) : Mrs. Boffin
- 1999 : Le Tour d'écrou (téléfilm) : Mrs. Grose
- 2001 : The Life and Adventures of Nicholas Nickleby (téléfilm) : Mrs. Squeers
- 2001 : Sweet Revenge (téléfilm) : Denise Williams
- 2002 : Paradise Heights (série télévisée) : Marion Eustace
- 2003 : Pollyanna (téléfilm) : Mrs. Snow
- 2003 : Doc Martin and the Legend of the Cloutie (téléfilm) : Lolita
- 2003-2007 : Rosemary & Thyme (série télévisée) : Laura Thyme
- 2000 : Clocking Off (série télévisée) : Pat Fletcher (2003)
- 2004 : Le Train de 16 h 50 (Marple: 4.50 from Paddington) (téléfilm) : Mrs. Elspeth McGillicuddy
- 2006 : Jane Eyre (mini-série) : Grace Poole
- 2008 : La Petite Dorrit (série télévisée) : Mme Hortensia General
- 2012-2016 : Call the Midwife (série télévisée) : Sœur Evangelina

## Distinctions
Récompense
- Clarence Derwent Awards 2009 : meilleure actrice britannique dans un second rôle

Nominations
- Saturn Awards 1997 : meilleure actrice dans un second rôle pour Matilda
- National Television Awards 1997 : meilleure actrice populaire pour Where the Heart Is
- National Television Awards 1998 : meilleure actrice populaire pour Where the Heart Is
- National Television Awards 2000 : meilleure actrice populaire pour Where the Heart Is